# Municipio de Buffalo (condado de Spink)
El municipio de Buffalo (en inglés: Buffalo Township) es un municipio ubicado en el condado de Spink en el estado estadounidense de Dakota del Sur. En el año 2010 tenía una población de 56 habitantes y una densidad poblacional de 0,6 personas por km².

## Geografía
El municipio de Buffalo se encuentra ubicado en las coordenadas 44°40′38″N 98°38′43″O / 44.67722, -98.64528. Según la Oficina del Censo de los Estados Unidos, el municipio tiene una superficie total de 92.66 km², de la cual 92,66 km² corresponden a tierra firme y (0 %) 0 km² es agua.

## Demografía
Según el censo de 2010, había 56 personas residiendo en el municipio de Buffalo. La densidad de población era de 0,6 hab./km². De los 56 habitantes, el municipio de Buffalo estaba compuesto por el 100 % blancos. Del total de la población el 0 % eran hispanos o latinos de cualquier raza.